# 石山羊蹄甲
石山羊蹄甲（学名：Bauhinia comosa）为豆科羊蹄甲属的植物，是中国的特有植物。分布在中国大陆的云南、四川等地，生长于海拔450米至2,100米的地区，目前尚未由人工引种栽培。